# Katharina von Braunschweig-Wolfenbüttel (1488–1563)

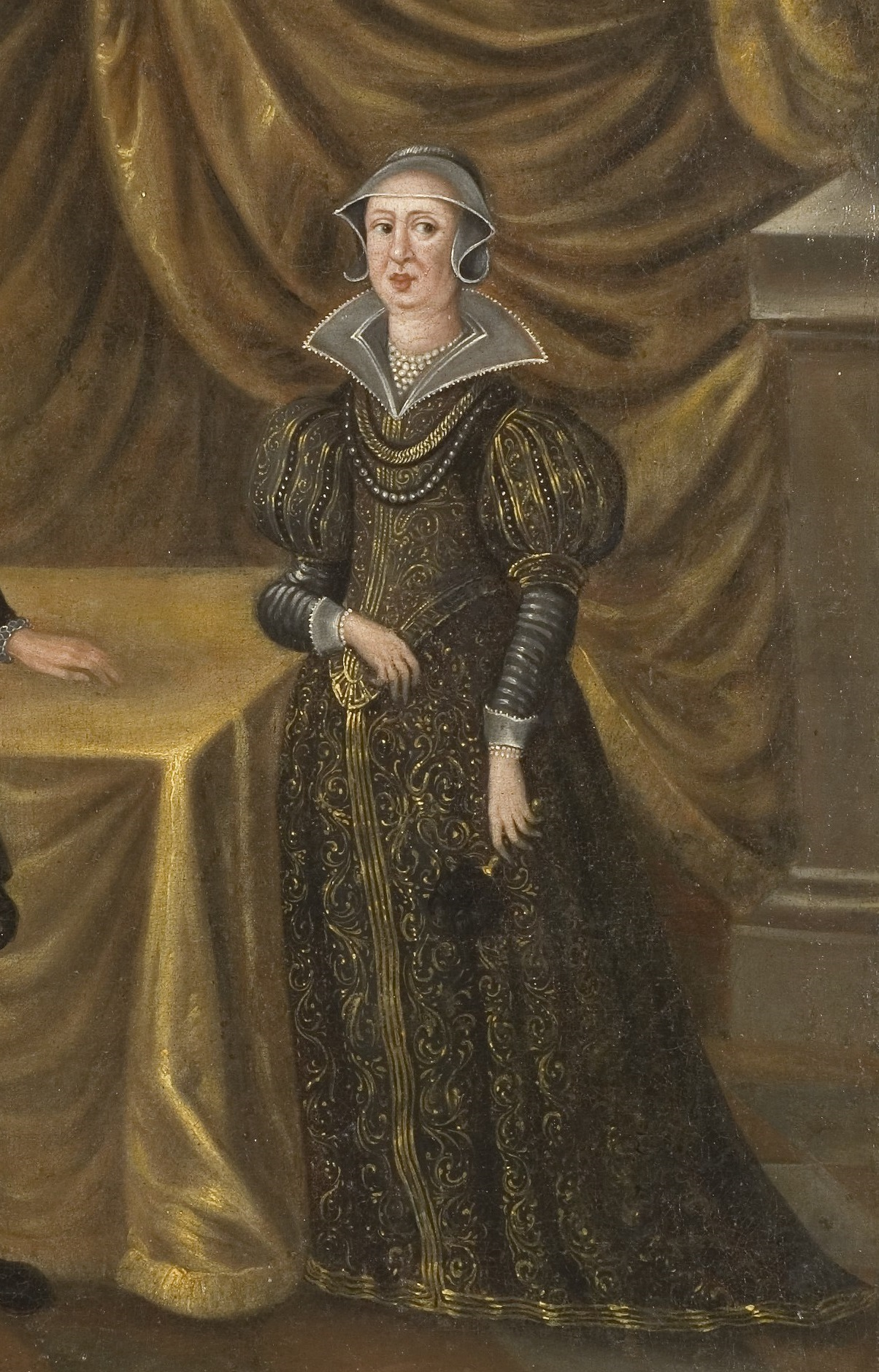
Katharina von Braunschweig-Wolfenbüttel

Katharina von Braunschweig-Wolfenbüttel (* 1488; † 29. Juni 1563 in Neuhaus) aus dem Haus der Welfen war eine Prinzessin von Braunschweig-Wolfenbüttel und durch Heirat Herzogin von Sachsen-Lauenburg.

## Leben
Katharina war eine Tochter des Herzogs Heinrich I. von Braunschweig-Wolfenbüttel (1463–1514) aus dessen Ehe mit Katharina (1465–1526), Tochter des Herzogs Erich II. von Pommern.
Sie heiratete am 20. November 1509 in Wolfenbüttel Herzog Magnus I. von Sachsen-Lauenburg (1470–1543). Zur Ausstattung der Braut berief ihr Vater 1509 den Landtag ein, um eine Fräuleinsteuer zu erheben, da er sich außer Stande sah, die Mitgift allein zu bezahlen. Erst nach langen Verhandlungen gewährte der Landtag drei Landschatzungen für Ehegeld und Kleinodien der Prinzessin.
Katharina galt als strenge Katholikin mit engen Beziehungen zu ihren braunschweigischen Verwandten, was Gustav I. von Schweden bewog, durch eine Ehe mit ihrer Tochter die deutschen katholischen Fürsten von ihrer Unterstützung König Christians II. von Dänemark abzubringen.
Bei der Vermählung ihres ältesten Sohnes trat sie in Unterhandlungen mit dessen späterer Schwiegermutter Katharina, die ohne Wissen und zum Nachteil des wettinischen Familienoberhaupts Johann Friedrich stattfanden.
Nach dem Tode von Herzog Magnus diente ihr das Schloss Neuhaus als Witwensitz.

## Nachkommen
Aus ihrer Ehe hatte Katharina folgende Kinder:
- Franz I. (1510–1581), Herzog von Sachsen-Lauenburg

⚭ 1540 Sibylle von Sachsen (1515–1592)
- Dorothea (1511–1571)

⚭ 1525 König Christian III. von Dänemark (1503–1559)
- Katharina (1513–1535)

⚭ 1531 König Gustav I. Wasa von Schweden (1496–1560)
- Klara (1518 oder 1521–1576)

⚭ 1547 Herzog Franz von Braunschweig-Gifhorn (1508–1549)
- Sophie (1521–1571)

⚭ 1537 Graf Anton I. von Delmenhorst und Oldenburg (1505–1573)
- Ursula (1523–1577)

⚭ 1551 Herzog Heinrich V. von Mecklenburg (1479–1552)